# Ágnes Gergely
Ágnes Gergely (n. 5 octombrie 1933, Endrőd⁠(d), Békés, Ungaria) este o profesoară, jurnalistă, scriitoare și traducătoare maghiară. 

## Biografie
S-a născut în 1933 sub numele de Ágnes Guttmann în familia Rózsikăi Fenákel și a lui György Guttmann la Endrőd, un sat din Marea Câmpie Maghiară, care s-a unit mai târziu cu localitatea Gyoma pentru a forma orașul Gyomaendrőd. Și-a luat pseudonimul „Gergely” din romanul Stelele din Eger (1899) al scriitorului maghiar Géza Gárdonyi, deoarece Ágnes Gergely și-a dorit să fie curajoasă precum eroul acelei povești, Gergely Bornemissza.
Tatăl ei, György Guttmann, a murit în Holocaust.
Ea a început să lucreze într-o fabrică în 1950, dar mai apoi a urmat studii de literatură maghiară și engleză la Universitatea din Budapesta. A predat la o școală secundară, a fost realizatoare de emisiuni de radio și redactor la revista literară săptămânală Nagyvilág. Din 1973 până în 1974 Ágnes Gergely a participat la International Writing Program de la Universitatea din Iowa. De asemenea, a tradus opere literare ale unor autori englezi și americani în limba maghiară și a ținut cursuri de literatură engleză la Universitatea Eötvös Loránd.
În 1963 a publicat primul ei volum de poezii, intitulat Ajtófélfámon jel vagy („Semn pe stâlpul ușii mele”). Primul ei roman, A tolmács („Interpretul”), a apărut în 1973. Ágnes Gergely a primit premiul Attila József în 1977 și 1987 și premiul Kossuth în 2000.

## Operă
- Ajtófélfámon jel vagy Magvető, Budapesta, 1963.
- A tolmács. Regény, Szépirodalmi Könyvkiadó, Budapesta, 1973.
- Die Dolmetscherin. Roman, traducere în germană de Hans Skirecki, Verlag Volk und Welt, Berlin, 1983.
- Stációk. Regény, Szépirodalmi Könyvkiadó, Budapesta, 1983.[10]
- Őrizetlenek. Regény, Balassi Kiadó, Budapesta, 2000.[11]
- Die Unbehüteten. Roman, traducere în germană de Hans Skirecki, Aufbau Verlag, Berlin, 2002.[12]